# 1070 (numero)
Millesettanta (1070) è il numero naturale dopo il 1069 e prima del 1071.

## Proprietà matematiche
- È un numero pari.
- È un numero composto da 8 divisori: 1, 2, 5, 10, 107, 214, 535, 1070. Poiché la somma dei suoi divisori (escluso il numero stesso) è 874 < 1070, è un numero difettivo.
- È un numero sfenico.
- È un numero congruente.
- È un numero odioso.
- È un numero intero privo di quadrati.
- È parte delle terne pitagoriche (642, 856, 1070), (1070, 2568, 2782), (1070, 11424, 11474), (1070, 57240, 57250), (1070, 286224, 286226).

## Astronomia
- 1070 Tunica è un asteroide della fascia principale del sistema solare.
- NGC 1070 è una galassia nella costellazione della Balena.

## Astronautica
- Cosmos 1070 è un satellite artificiale russo.